# Erythemis haematogastra
Erythemis haematogastra – gatunek ważki z rodziny ważkowatych (Libellulidae). Występuje na terenie Ameryki Środkowej, Ameryki Południowej i Karaibów.